# سفارة السويد في اليابان
سفارة السويد في اليابان هي أرفع تمثيل دبلوماسي لدولة السويد لدى اليابان. تقع السفارة في طوكيو وهي تهدف لتعزيز المصالح السويدية في اليابان.

## وصلات خارجية
- الموقع الرسمي
- قائمة سفارات السويد
- قائمة السفارات في اليابان